# Le voci del fiume
Le voci del fiume è un romanzo dello scrittore spagnolo Jaume Cabré.
Scritto in lingua catalana, racconta una storia che si svolge in Catalogna tra gli anni quaranta del novecento e l'inizio del nuovo secolo. Il fiume del titolo (in originale Les veus del Pamano) è il Barranc de Pamano, che scorre sul versante meridionale dei Pirenei.

## Trama
Nel dicembre 2001 la maestra Tina Bros, che si è trasferita a vivere insieme al marito e collega Jordi da Barcellona a un paese di montagna in provincia di Lleida, rinviene in una scuola elementare in demolizione una scatola di metallo contenente quattro quaderni manoscritti. Si tratta di una lettera indirizzata da un maestro di nome Oriol Fontelles a una figlia nata nel 1944 e da lui mai conosciuta, un testamento nel quale l'uomo rivela di essere stato, dopo la fine della guerra civile, un membro del resistenza maquis: tutti credono invece che fosse un fascista, membro della falange spagnola e stretto collaboratore del sindaco Valentí Targa.
Tina Bros, che negli stessi giorni in cui rinviene i quaderni del maestro si separa dal marito Jordi, del quale ha scoperto l'infedeltà, decide di ritrovare la figlia di Fontelles per consegnarle il materiale e fare luce sul passato del padre. Poco per volta Tina riesca ricostruire, interrogando i sopravvissuti, ciò che è avvenuto nel paese di Torena nel 1944.
Pochi giorni dopo la sollevazione fascista del luglio 1936 contro la Repubblica, un gruppo di anarchici salì in montagna per fare giustizia sommaria dei grandi proprietari terrieri. Furono fucilati il signor Vilabrú e suo figlio; la figlia Elisenda fuggì nel territorio controllato dagli insorti. Ne ritornò qualche anno dopo, al termine della guerra, intenzionata a vendicarsi degli esecutori materiali, tre uomini di Torena armati dagli anarchici.
L'arma della vendetta di Elisenda Vilabrú è il sindaco Targa, imposto al paese dalla dittatura, che non esita a uccidere a sangue freddo un ragazzo di 14 anni per indurre il padre Joan Ventura, in montagna con la resistenza, a consegnarsi. Il pugno di ferro di Targa dura quasi dieci anni. Elisenda espande progressivamente la propria ricchezza e il proprio potere grazie a collegamenti con importanti esponenti del regime franchista, dai quali si allontana però alla morte del dittatore.
Durante le sue ricerche, Tina Bros subisce anche il dispiacere di vedere il figlio Arnau chiudersi nel monastero di Montserrat. Forse anche per cercare un senso alla propria vita, si concentra sulla ricostruzione della memoria di Oriol Fontelles, sulla cui lapide è scritto “morto per Dio e per la patria”. L'uomo giunse a Torena insieme alla moglie al termine della guerra civile; non avendo combattuto né da una parte né dall'altra, viene destinato a insegnare in una remota sede di provincia. Appena giunto in paese, malgrado non abbia opinioni politiche di destra, viene costretto alla collaborazione dal sindaco Targa. Per questa ragione la moglie, incinta e prossima a partorire, lo abbandona per fuggire a Barcellona.
Fontelles viene a sapere della nascita di una figlia femmina di cui non conosce il nome, e alla quale scrive la lunga lettera sui quaderni per dire la verità e discolparsi. Esasperato dall'influenza di Targa, Fontelles tenta di ucciderlo ma fallisce. La resistenza capisce che non è un fascista e il tenente Marcó ha gioco facile nel reclutarlo. Dopo avere aderito alla falange, Fontelles diventa informatore del maquis e ospita anche nella soffitta della scuola ebrei in fuga dalla Francia occupata e partigiani alla macchia.
Pittore dilettante, poco dopo il suo arrivo Torena Fontelles viene invitato a fare un ritratto di Elisenda Vilabrú; i due si innamorano e iniziano una relazione clandestina, anche dopo che la moglie del maestro lo ha lasciato. Elisenda considererà sempre Oriol il grande amore della propria vita, e dopo la fine della guerra mondiale profonde tutto il proprio impegno in un procedimento di beatificazione presso il Vaticano. Elisenda e il sindaco Targa sono gli unici testimoni oculari della morte di Fontelles, che dicono ucciso dal maquis durante un tentativo d'invasione della valle. I due certificano che il maestro è stato assassinato mentre tentava di difendere il tabernacolo dalla profanazione, ma le ricerche di Tina Bros dicono una verità molto diversa.
Il lungo e difficoltoso processo di beatificazione si avvicina al compimento a inizio secolo, malgrado evidenti discrepanze nello svolgimento dei fatti. Padre August Vilabrú, zio paterno di Elisenda che aveva inizialmente patrocinato la canonizzazione, ne diventa un fiero oppositore quando scopre che la nipote gli ha mentito.
Tina si mette in contatto con Elisenda che percepisce però come una minaccia il tentativo di rivelare la verità su Fontelles, e cerca di convincerla a desistere non solo con metodi legali. Alla fine la maestra arriverà a scoprire tutta la verità, alla vigilia di un intervento chirurgico per l'asportazione di un tumore che le fa temere per la propria vita.

### Personaggi
- Tina Bros (Cristina Bros i Espluges), nata 1955, maestra elementare, moglie di Jordi e madre di Arnau.
- Oriol Fontelles (José Oriol Fontelles Grau) (1915-1944) maestro elementare della scuola di Torena nel 1944.
- Elisenda Vilabrú, amante di Oriol e proprietaria terriera di Torena.
- Jordi, marito di Tina
- Valentí Targa, ex contrabbandiere, falangista e sindaco di Torena dopo la fine della guerra.
- Joan Ventura (Joan Esplandiu Carmaniu), ex contrabbandiere, è uno dei capi del maquis con il nome di battaglia di tenente Marcó.

## Premi letterari[1]
- Premi de la Crítica de narrativa catalana, 2004
- Premi El Setè Cel, 2007

## Edizioni
Jaume Cabré, Le voci del fiume, traduzione di Stefania Maria Ciminelli, Beat, 2011,  p. 620, ISBN 978-88-6559-030-0.